# Лиштван, Иван Иванович
Иван Иванович Лиштван (3 ноября 1932, Дайнова Великая, Новогрудское воеводство — 17 февраля 2023) — советский и белорусский учёный в области физико-химии торфа и коллоидной химии. Академик АН Белоруссии (1980), иностранный член Польской академии наук, доктор технических наук, профессор. Заслуженный деятель науки и техники Белорусской ССР (1978).

## Биография
Окончил Белорусский политехнический институт. С 1961 года работал в Калининском политехническом институте. В 1973—1987 гг. — директор Института торфа АН Белоруссии, заведующий лабораторией физико-химической механики торфа. С 1990 г. — директор Института проблем использования природных ресурсов и экологии. В 1987—1992 гг. — вице-президент, с 1992 г. — академик-секретарь Отделения химических и геологических наук АН Белоруссии. Был научным координатором государственных программ фундаментальных исследований «Природопользование» (1990—1995), «Биосферно-совместимые технологии» (1996—2000).
Скончался 17 февраля 2023 года.

## Основные монографии
- Основные свойства торфа и методы их определения. Минск, 1975.
- Физико-химическая механика гуминовых веществ. Минск, 1976
- Физико-химические основы технологии торфяного производства / И. И. Лиштван, А. А. Терентьев, Е. Т. Базин, А. А. Головач. - Минск : Наука и техника, 1983. - 231 с.
- Физические свойства торфа и торфяных залежей. Минск, 1985.
- Физические процессы в торфяных залежах. Минск, 1989.
- Физико-химия торфа. Москва, 1989.
- Массоперенос в природных дисперсных системах. Минск, 1992.

Две из этих монографий переведены на китайский язык. Им написаны разделы в книгах «Торф в народном хозяйстве» (Москва, 1988), «Мировые ресурсы торфа» (Финляндия, 1996).

## Награды
- Орден Франциска Скорины (5 февраля 1998 года).
- Медаль «За трудовые заслуги» (6 февраля 2009 года).
- Орден Дружбы народов.
- Государственная премия Республики Беларусь в области науки и техники (23 апреля 2003 года)[4].